# Sorteo Extraordinario de Navidad

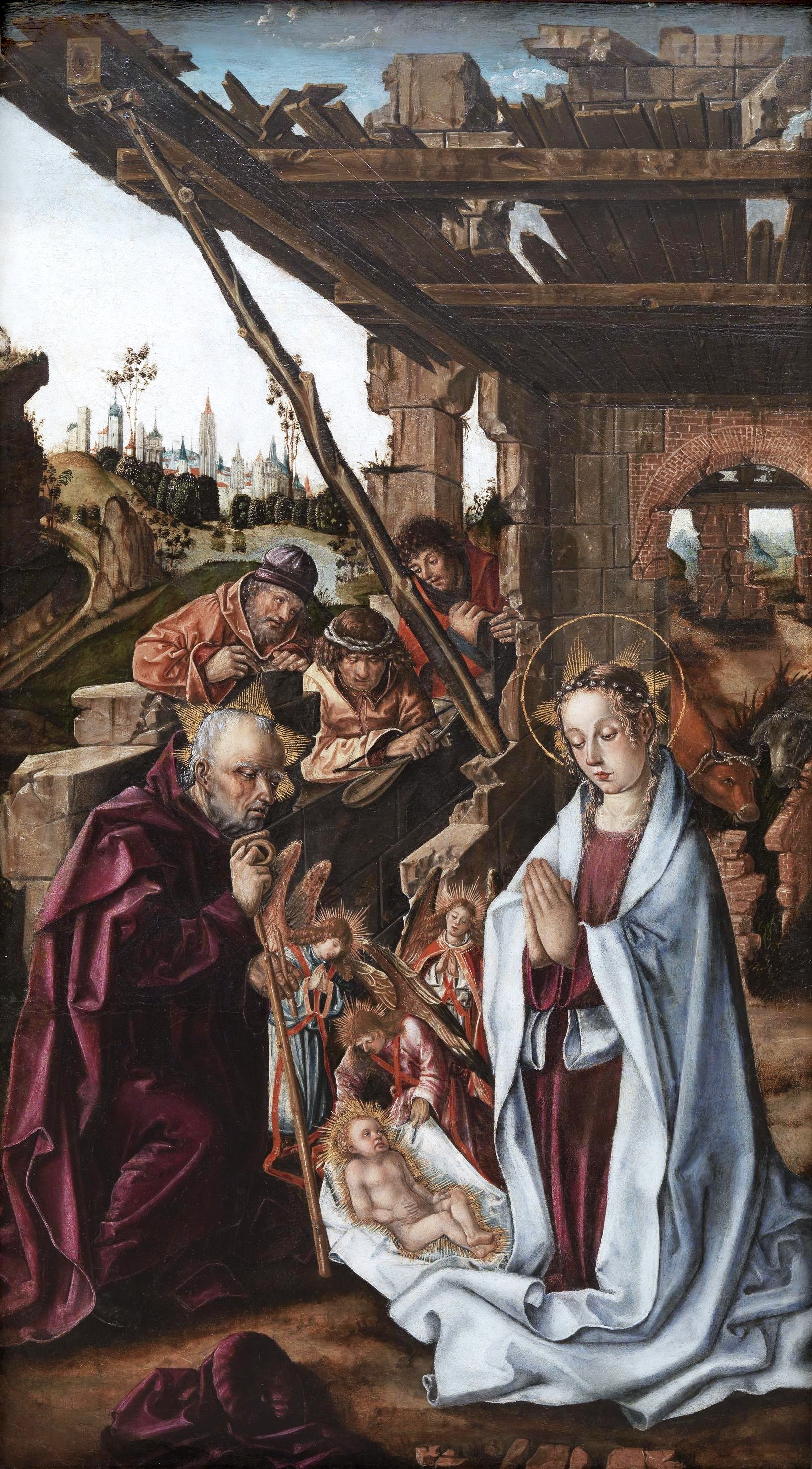
Los décimos del sorteo de 2024 están ilustrados por La Natividad de Francisco y Rodrigo de Osona (c. 1490, óleo sobre tabla, 78 × 44 cm, Museo del Prado).

El Sorteo Extraordinario de Navidad, conocido como Lotería de Navidad, es uno de los sorteos de lotería más importantes y populares que se celebra en España cada 22 de diciembre, y que tenía lugar tradicionalmente en el salón de sorteos de Loterías y Apuestas del Estado, en Madrid. Desde 2010, debido al numeroso público que acude a ver el sorteo, se ha trasladado a otros sitios de Madrid con más aforo, como el Palacio de Congresos o el Teatro Real. El segundo sorteo más importante después de este es el Sorteo Extraordinario del Niño, que tiene lugar cada 6 de enero, festividad de la Epifanía.
Forma parte de los sorteos de Lotería Nacional. El premio máximo recibe el nombre de El Gordo, que desde 2011 tiene un valor de cuatro millones de euros al billete, cuatrocientos mil euros al décimo o veinte mil euros por euro apostado. El período de venta de este sorteo es el más largo del año, ya que las administraciones reciben los números las primeras semanas de julio.

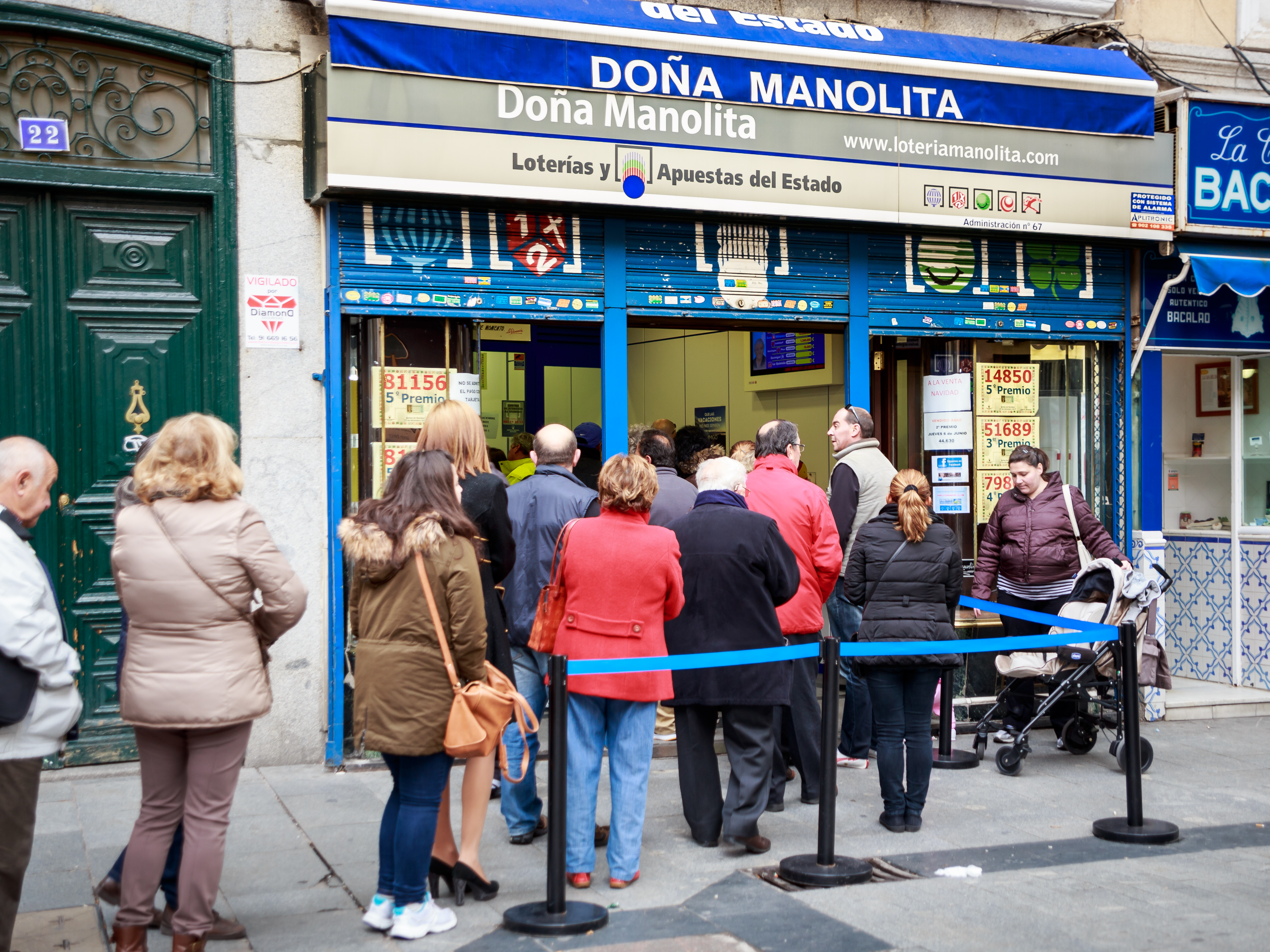
Cola para adquirir lotería de Navidad en el local de Doña Manolita, en Madrid.

## Historia

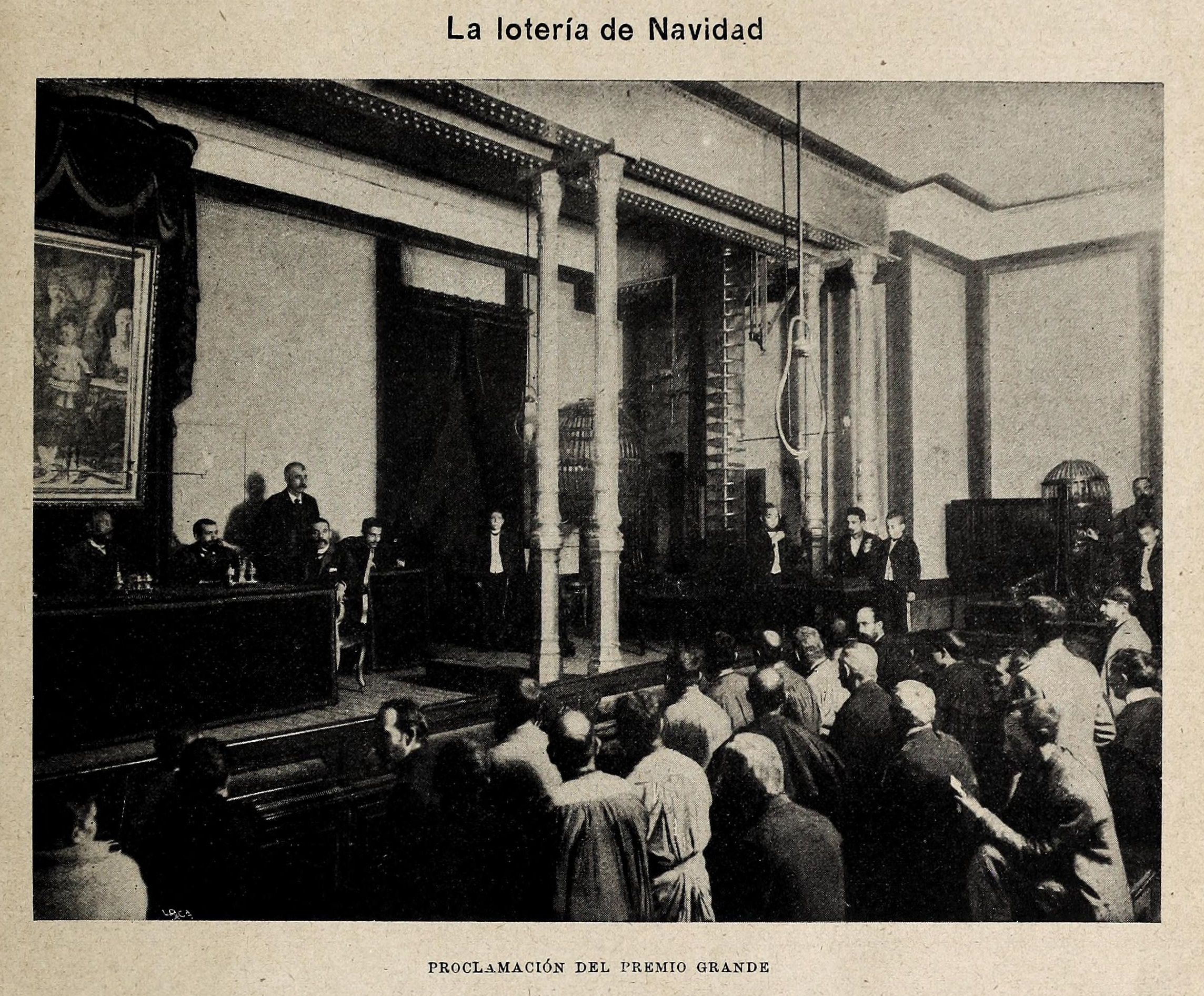
Proclamación del premio grande de la lotería de Navidad el 23 de diciembre de 1896; fotografía de Franzen.

La primera vez que se sorteó la lotería en Navidad fue el 18 de diciembre de 1812 en Cádiz, y el primer premio gordo fue a parar al número 03604. Entonces el precio del billete era de cuarenta reales con un premio de cuatro mil pesetas. La primera vez que se le llamó Sorteo de Navidad fue el 23 de diciembre de 1892, y sustituyó a la leyenda de «Prósperos de Premios», aunque no figuró impresa en los boletos hasta la Navidad de 1897. Hasta los años 1990, el sorteo se celebraba, como en la actualidad, el 22 de diciembre, excepto si caía en domingo, que se adelantaba al sábado 21 de diciembre, siendo 1991 el último año en que se dio esa situación. Hoy en día el sorteo extraordinario, que se celebra todos los años el día 22 de diciembre, y que se pone a la venta a lo largo de la primera quincena del mes de julio, es el más importante y popular de todos los sorteos de lotería realizados en España, ya que supone un 30 % de la facturación anual del organismo Loterías y Apuestas del Estado.
La primera vez que los niños del Colegio de San Ildefonso de Madrid cantaron los números de la Lotería Nacional fue el 9 de marzo de 1871. En el sorteo extraordinario de Lotería de Navidad siempre han participado los niños del Colegio Residencia San Ildefonso. Hasta 1983, solo eran varones los que ponían voz a los premios. A partir de 1984, también las niñas comenzaron a participar. En 1937, y a causa de la Guerra Civil el sorteo se realizó por primera vez en Barcelona, en vez de Madrid, y fueron los niños de la Casa de Asistencia Francesc Macià, los que cantaron los números de loteria, en vez de los niños del Colegio de San Ildefonso. 
Desde 1963, este sorteo se celebró en la sede de la Lotería Nacional de la calle Guzmán el Bueno de Madrid. En 2010 se trasladó al Palacio de Congresos del paseo de la Castellana, para poder acoger a más público y periodistas. A partir de 2012 se ha celebrado en el Teatro Real de Madrid.

## Características
La totalidad de los boletos del sorteo se divide en series, billetes y décimos. Hasta 2022 se imprimían ciento ochenta series que constaban de cien mil billetes, uno de cada número. Los billetes, cuyo coste es de doscientos euros, se dividen en décimos de veinte euros. Cada décimo de un billete se puede identificar por su número de fracción, aunque este no influye en el sorteo. En 2023 el número de series subió a 185. Existe otra subdivisión de los décimos, comúnmente llamada participación. Esta consiste en cualquier papeleta para el sorteo, emitida por una organización distinta a Loterías y Apuestas del Estado, que tiene un valor menor al de un décimo. En 2011 fue el primer año en el que participaron los 100 000 números (desde el 00000 al 99999), siendo hasta entonces inferior la cantidad de números que participaban. Cuando el número de series era de ciento ochenta, la emisión ascendía a 3600 millones de euros, de los que un 70 % se destina a premios, es decir, 2520 millones de euros. El 30 % restante se destina al pago de comisiones a los puntos de venta (3,70 %), a gastos de administración y al Tesoro Público (aproximadamente el 22 %).
Un total de 15 304 números de entre 100 000 resultarán premiados.
Desde 1960, Loterías y Apuestas del Estado escoge imágenes relacionadas con la religión católica para ilustrar sus décimos con el fin de propagar la cultura religiosa.

## Premios
Desde 2011, se introducen las 1807 bolas actuales en el bombo de premios, con las siguientes cantidades por cada billete independientemente de su serie y su probabilidad de acierto:
| Cantidad de números premiados    | Premio al billete                | Premio al décimo                 | Premio por euro jugado           | Descripción de la categoría del premio | Probabilidad                     | Total por serie | Premio por euro jugado / probabilidad |
| -------------------------------- | -------------------------------- | -------------------------------- | -------------------------------- | -------------------------------------- | -------------------------------- | --------------- | ------------------------------------- |
| 1                                | 4 000 000 €                      | 400 000 €                        | 20 000 €                         | Primer Premio / El Gordo               | 1/100 000 (0,001 %)              | 4 000 000 €     | 20 000 / 100 000 = 0.200              |
| 1                                | 1 250 000 €                      | 125 000 €                        | 6 250 €                          | Segundo Premio                         | 1/100 000 (0,001 %)              | 1 250 000 €     | 6 250 / 100 000 = 0.063               |
| 1                                | 500 000 €                        | 50 000 €                         | 2 500 €                          | Tercer Premio                          | 1/100 000 (0,001 %)              | 500 000 €       | 2 500 / 100 000 = 0.025               |
| 2                                | 200 000 €                        | 20 000 €                         | 1 000 €                          | Cuarto Premio                          | 2/100 000 (0,002 %)              | 400 000 €       | 1 000 * 2 / 100 000 = 0.020           |
| 8                                | 60 000 €                         | 6 000 €                          | 300 €                            | Quinto Premio                          | 8/100 000 (0,008 %)              | 480 000 €       | 300 * 8 / 100 000 = 0.024             |
| 1794                             | 1 000 €                          | 100 €                            | 5 €                              | La Pedrea                              | 1 794/100 000 (1,794 %)          | 1 794 000 €     | 5 * 1794 / 100 000 = 0.090            |
| Total premios directos por serie | Total premios directos por serie | Total premios directos por serie | Total premios directos por serie | Total premios directos por serie       | Total premios directos por serie | 8 424 000 €     | Suma = 0.422                          |

La probabilidad de salir ganando por premios directos es de un 42,2%. A este resultado se le deben sumar los premios indirectos.
Además de los premios directos por las bolas del bombo de premios, se dan también los siguientes premios:
| Cantidad de números premiados                 | Premio al billete                             | Premio por euro jugado                        | Descripción de la categoría del premio                                              | Probabilidad                                  | Total por serie | Premios por euro jugado / probabilidad |
| --------------------------------------------- | --------------------------------------------- | --------------------------------------------- | ----------------------------------------------------------------------------------- | --------------------------------------------- | --------------- | -------------------------------------- |
| 2                                             | 20 000 €                                      | 100 €                                         | Números anterior y posterior al primer premio (aproximación)                        | 2/100 000 (0,002 %)                           | 40 000 €        | 100 * 2 / 100 000 = 0.002              |
| 2                                             | 12 500 €                                      | 62,50 €                                       | Números anterior y posterior al segundo premio (aproximación)                       | 2/100 000 (0,002 %)                           | 25 000 €        | 62,5 * 2 / 100 000 = 0.001             |
| 2                                             | 9600 €                                        | 48 €                                          | Números anterior y posterior al tercer premio (aproximación)                        | 2/100 000 (0,002 %)                           | 19 200 €        | 48 * 2 / 100 000 = 0.001               |
| 99                                            | 1000 €                                        | 5 €                                           | Centena (tres primeras cifras) del primero premio                                   | 99/100 000 (0,099 %)                          | 99 000 €        | 5 * 99 / 100 000 = 0.005               |
| 99                                            | 1000 €                                        | 5 €                                           | Centena (tres primeras cifras) del segundo premio                                   | 99/100 000 (0,099 %)                          | 99 000 €        | 5 * 99 / 100 000 = 0.005               |
| 99                                            | 1000 €                                        | 5 €                                           | Centena (tres primeras cifras) del tercer premio                                    | 99/100 000 (0,099 %)                          | 99 000 €        | 5 * 99 / 100 000 = 0.005               |
| 198                                           | 1000 €                                        | 5 €                                           | Centena (tres primeras cifras) de los cuartos premios                               | 198/100 000 (0,198 %)                         | 198 000 €       | 5 * 198 / 100 000 = 0.01               |
| 999                                           | 1000 €                                        | 5 €                                           | Números cuyas dos últimas cifras (terminación) coincidan con las del primer premio  | 999/100 000 (0,999 %)                         | 999 000 €       | 5 * 999 / 100 000 = 0.05               |
| 999                                           | 1000 €                                        | 5 €                                           | Números cuyas dos últimas cifras (terminación) coincidan con las del segundo premio | 999/100 000 (0,999 %)                         | 999 000 €       | 5 * 999 / 100 000 = 0.05               |
| 999                                           | 1000 €                                        | 5 €                                           | Números cuyas dos últimas cifras (terminación) coincidan con las del tercer premio  | 999/100 000 (0,999 %)                         | 999 000 €       | 5 * 999 / 100 000 = 0.05 = 5%          |
| 9999                                          | 200 €                                         | 1 €                                           | Reintegro a los números cuya última cifra coincida con la del primer premio         | 9999/100 000 (9,999 %)                        | 1 999 800 €     | 1 * 9999 / 100 000 = 0.1 = 10%         |
| Total premios indirectos por serie            | Total premios indirectos por serie            | Total premios indirectos por serie            | Total premios indirectos por serie                                                  | Total premios indirectos por serie            | 5 576 000 €     | Suma = 0.279                           |
| Total premios directos + indirectos por serie | Total premios directos + indirectos por serie | Total premios directos + indirectos por serie | Total premios directos + indirectos por serie                                       | Total premios directos + indirectos por serie | 14 000 000 €    |                                        |

La probabilidad de salir ganando o recuperar la inversión (no salir perdiendo) por premios indirectos es de un 27,9%. Sumado a los premios directos: 42,2 + 27,9 = 70,1%. Es decir, por cada euro jugado hay una probabilidad del 70% de recuperar la inversión. Apuestas 1 euro, recibes 0.7 euros (de media). Luego hay que pagar los impuestos correspondientes al importe del premio.
Esto hace un total de 15 304 premios (9999 reintegros más 5305 de premios mayores). Sin embargo, los números premiados son menos, ya que hay números que tienen más de un premio, bien por las propias normas del sorteo (p. ej., los 999 números cuyas dos últimas cifras coinciden con el Gordo también siempre tienen reintegro) o por puro azar (p.e. la probabilidad de que ninguna de las pedreas tengan reintegro es menor de 1e-81). La probabilidad de que te toque al menos un premio es del 15 % y la probabilidad de ganar el primer premio es de un 0,001 %.

## Sorteo
Un día antes del Sorteo de Navidad se examinan las bolas del sorteo con los números y premios de forma pública. Además de ser contadas, cualquier asistente puede examinarlas a título personal. Las bolas del bombo son de boj, una madera ligera y resistente. El peso de las bolas es exactamente igual en todas ellas y llevan los números grabados a láser para evitar diferencias de peso por la cantidad de pintura que pudieran llevar las bolas. Finalizado el recuento, se desaloja el salón y se aseguran con cerrojos interiores todos sus accesos, a excepción de la puerta del estrado, cuyas tres llaves quedan en poder de tres personas diferentes, una vez cerrada y precintada.
El salón se abre a las 8:00 del día 22 de diciembre, permitiéndose la entrada a los espectadores, sin más limitación que el aforo del local (salvo durante la pandemia de COVID-19, cuando se limitó el aforo a fin de garantizar la distancia de seguridad entre los asistentes). A las 8:30 se constituye la junta que preside y autoriza el sorteo. Posteriormente, después de ser mostradas al público donde cualquiera que lo desee puede comprobar si su número está entre las bolas, estas son transportadas mecánicamente en la tolva, un recipiente utilizado para trasportar las bolas hasta los bombos. Desde el sorteo de 2011, al aumentar el número de bolas hasta cien mil, son necesarias dos tolvas para introducir los números en el bombo. Por último, los bombos son cerrados y a una señal del presidente se voltean simultáneamente.
En torno a las 9:15 empieza el sorteo propiamente dicho. Un niño del Colegio de San Ildefonso extrae una bola del bombo de números y otro niño, a la vez, una del de premios, siendo cantadas ambas por otros dos que insertan las bolas en los alambres dispuestos al efecto. Los bombos solo giran cuando se llena el alambre. Estos alambres se reúnen en una tabla hasta contener doscientas bolas de cada clase, siendo cerradas debidamente delante de la mesa de la junta con la conformidad del presidente y del interventor. Al llenarse la tabla, los cuatro niños que han participado en esa tabla son reemplazados por otros cuatro, y se repite el proceso. El sorteo de Lotería de Navidad concluye cuando en el bombo de premios no quede bola alguna.
Durante cuarenta años, el sorteo se celebró en el tradicional salón de Loterías y Apuestas del Estado de la calle Guzmán el Bueno de Madrid. En 2010 y 2011 se celebró en el Palacio de Exposiciones y Congresos del Paseo de la Castellana. Desde 2012 se celebra en el Teatro Real de Madrid.
Un equipo de más de cuarenta personas hace posible la obtención de la lista de premios del sorteo y de las poblaciones agraciadas con los premios mediante un proceso informático controlado en todos sus extremos. De esta forma, aproximadamente a los cuarenta y cinco minutos de terminado el sorteo, y después de haber pasado por varias comprobaciones y punteos, está preparada la cinta y lista de premios para su entrega a la Fábrica Nacional de Moneda y Timbre, encargada de imprimir la lista oficial de premios. Dicha lista se edita y distribuye la misma tarde del día 22 a las Administraciones de Loterías y a los medios de comunicación.
Las tablas con los números premiados quedan expuestas siete días al público. Transcurrido este tiempo, son abiertas y las bolas contadas y examinadas nuevamente, para cualquier otro sorteo posterior a celebrar por este sistema.
La edad mínima para participar en el sorteo es de dieciocho años.

## Evolución
| Año       | Cantidad de números (y series) | Precio de décimo | Importe del Gordo |
| --------- | ------------------------------ | ---------------- | ----------------- |
| 1812-1849 |                                | 10 pts.          | 4 000 pts.        |
| 1850-1875 |                                | 10 pts.          | 1 500 000 pts.    |
| 1876-1943 |                                | 50 pts.          | 1 500 000 pts.    |
| 1944-1952 |                                | 100 pts.         | 1 500 000 pts.    |
| 1953-1956 |                                | 200 pts.         | 1 500 000 pts.    |
| 1957-1964 |                                | 400 pts.         | 1 500 000 pts.    |
| 1965-1966 |                                | 400 pts.         | 3 750 000 pts.    |
| 1967-1969 | 60 000                         | 400 pts.         | 7 500 000 pts.    |
| 1970-1976 |                                | 1 000 pts.       | 7 500 000 pts.    |
| 1977-1979 | 65 000                         | 1 000 pts.       | 20 000 000 pts.   |
| 1980-1989 | 66 000                         | 2 500 pts.       | 25 000 000 pts.   |
| 1990      | 66 000                         | 3 000 pts.       | 25 000 000 pts.   |
| 1991-2001 | 66 000                         | 3 000 pts.       | 30 000 000 pts.   |
| 2002-2004 | 66 000                         | 20 €             | 200 000 €         |
| 2005-2010 | 85 000 (170)                   | 20 €             | 300 000 €         |
| 2011      | 100 000 (180)                  | 20 €             | 400 000 €         |
| 2012-2016 | 100 000 (160)                  | 20 €             | 400 000 €         |
| 2017-2019 | 100 000 (170)                  | 20 €             | 400 000 €         |
| 2020-2021 | 100 000 (172)                  | 20 €             | 400 000 €         |
| 2022      | 100 000 (180)                  | 20 €             | 400 000 €         |
| 2023      | 100 000 (185)                  | 20 €             | 400 000 €         |
| 2024      | 100 000 (193)                  | 20 €             | 400 000 €         |

## Premios gordos y localidades
| Año  | Número | Vendido en |
| ---- | ------ | --- |
| 2024 | 72 480 | Logroño (La Rioja) |
| 2023 | 88 008 | Arroyo de la Encomienda (Valladolid), Baleares, Barcelona, Cáceres, Granada, Jaén, Madrid, Murcia, Sevilla, Toledo, Santa Cruz de Tenerife, Las Palmas de Gran Canaria, Hinojosa del Duque (Córdoba), Iznájar (Córdoba), Puente Genil (Córdoba) y Fernán Nuñez (Córdoba) |
| 2022 | 05 490 | Benasque (Huesca), La Coruña, Moreda de Aller (Asturias), Fonsagrada (Lugo), Roquetas de Mar (Almería), Madrid, Barberá del Vallés (Barcelona), Columbrianos (León), Bilbao (Vizcaya), Torrevieja (Alicante), Castellón de la Plana, Las Rozas de Madrid (Comunidad de Madrid), Sevilla, Arroyo de la Encomienda (Valladolid), Granadilla de Abona (Santa Cruz de Tenerife), Murcia, Barcelona, Castillo de Aro (Gerona), Granada, Arucas (Las Palmas de Gran Canaria), Los Alcázares (Murcia), Tabernes de Valldigna (Valencia), Albacete, Jávea (Alicante), Almería, San Agustín (Almería), Oviedo (Asturias), El Arenal (Islas Baleares), Sa Carroca (Islas Baleares), Hospitalet de Llobregat (Barcelona), San Vicente de Castellet (Barcelona), Rubí (Barcelona), Miajadas (Cáceres), Jerez de la Frontera (Cádiz), Ciudad Real, Noya (La Coruña), Almuñécar (Granada), Azcoitia (Guipúzcoa), Gibraleón (Huelva), Los Villares (Jaén), Las Palmas de Gran Canaria; Pájara, Telde Tamaraceite, Arrecife y Antigua (estos cinco de Las Palmas); San Lorenzo de El Escorial, Colmenar Viejo y Torrejón de Ardoz (estos tres en Comunidad de Madrid); Villanueva del Trabuco (Málaga), Torremolinos (Málaga), San Pedro del Pinatar (Murcia), Cordovilla (Navarra), Pamplona (Navarra); Porriño, Vigo y Poyo (estos tres en Pontevedra); Castilleja de la Cuesta (Sevilla), Soria; Callao Salvaje, San Cristóbal de La Laguna y La Guancha (estos tres en Santa Cruz de Tenerife);Alfafar, Manises y Alacuás (estos tres en Valencia), Valencia y Valladolid. |
| 2021 | 86 148 | Madrid, Ayamonte (Huelva), Las Palmas de Gran Canaria (Las Palmas) y Santoña (Cantabria). |
| 2020 | 72 897 | Castelló de Rugat (Valencia), Punta Umbría (Huelva), Jávea (Alicante), Granada, Madrid, Bilbao (Vizcaya), Boñar (León); Vigo, El Grove y Porriño (Pontevedra); Granadilla de Abona (Santa Cruz de Tenerife), Cáceres, El Puerto de Santa María (Cádiz), Córdoba, Haría (Las Palmas), San Pedro del Pinatar (Murcia), Salamanca, Reus y Bonavista (Tarragona), Oliva y Alfara del Patriarca (Valencia) y Zamora. |
| 2019 | 26 590 | Alcoy (Alicante), Barcelona, Las Torres de Cotillas (Murcia), Madrid, Murcia, Salamanca, Salou (Tarragona), San Vicente del Raspeig (Alicante), Sevilla, Suria (Barcelona) y Teulada (Alicante). |
| 2018 | 03 347 | Bilbao (Vizcaya), Cuenca, Guernica y Luno (Vizcaya), Granada, Huesca y San Pedro del Pinatar (Murcia). |
| 2017 | 71 198 | Villalba (Lugo), Málaga, Jaca (Huesca), Baeza (Jaén), Sort (Lérida), Madrid, Torrejón de Ardoz (Madrid), Santander (Cantabria), Cádiz, San Bartolomé (Las Palmas), Murcia, San Pedro del Pinatar (Murcia), Granadilla de Abona (Santa Cruz de Tenerife) y Benetúser (Valencia). |
| 2016 | 66 513 | Madrid. |
| 2015 | 79 140 | Roquetas de Mar (Almería). |
| 2014 | 13 437 | Madrid, Cádiz, La Coruña, León, Lugo, Logroño (La Rioja), Murcia, Cáceres y Albacete. |
| 2013 | 62 246 | Avilés (Asturias), Barcelona, Mondragón (Guipúzcoa), Bailén y Huelma (Jaén), Leganés (Madrid), Madrid, Palencia, El Rosal (Pontevedra), Sanlúcar la Mayor (Sevilla), Quintanar de la Orden (Toledo), Manises (Valencia) y Valencia. |
| 2012 | 76 058 | Alcalá de Henares (Madrid), Badajoz, Barcelona, Ripollet (Barcelona), El Burgo de Osma (Soria), Madrid, Manises (Valencia), Alacuás (Valencia), Pinto (Madrid), Valladolid, Barbate (Cádiz), Olmedo (Valladolid), Onda (Castellón), Puerto del Rosario (Las Palmas), Alicante, Cúllar (Granada), Oviedo (Asturias), Salamanca, Igualada (Barcelona), Baeza (Jaén), Argana Alta-Arrecife (Las Palmas), Almuñécar (Granada), Humanes (Guadalajara), Torre-Pacheco (Murcia) y Villarrasa (Huelva). |
| 2011 | 58 268 | Grañén (Huesca). |
| 2010 | 79 250 | Saldaña (Palencia), Garachico (Santa Cruz de Tenerife), Éibar (Guipúzcoa), Molina de Segura (Murcia), Sardañola del Vallés y Pallejá (Barcelona), Alcorcón (Madrid), Cáceres, Zaragoza, Alicante, Barcelona y Madrid. |
| 2009 | 78 294 | Madrid. |

## Impuestos
La Real Lotería Nacional de España se crea como institución en noviembre de 1812. Según cuentan diferentes historiadores, ésta nace, en sus más tiernos orígenes, como una forma de incrementar los ingresos públicos pero sin que los contribuyentes lo perciban como un impuesto adicional.
En 2012 la situación económica española era más que comprometida y España tuvo que aceptar el rescate de la banca por parte de la Troika europea (la Comisión Europea, el Banco Central Europeo y el Fondo Monetario Internacional). En un momento en el que eran necesarios ingresos adicionales para tratar de corregir los desequilibrios que afectaban a la economía española, al por aquel entonces Ministro de Hacienda, Cristóbal Montoro, se le ocurrió que gravar los premios de la lotería por primera vez en la historia, podía ser una manera de conseguirlo. Lo hizo con la ley 16/2012 del 27 de diciembre de 2012 mediante la cual se introdujeron "diferentes medidas en el ámbito tributario con el fin de consolidar las finanzas públicas y, de este modo, corregir lo antes posible los principales desequilibrios que afectas a la economía española".
La ley entraría en vigor el 1 de enero de 2013 y a partir de ese año los premios de la lotería estarían sujetos a un gravamen del 20% aunque una parte de los mismos siempre quedaría exenta. Desde 2013 hasta 2020 la cantidad exenta ha ido variando hasta la configuración actual tal y como recoge la Agencia Tributaria.
Un ejemplo sería, en este caso, que el ganador o la ganadora de El Gordo del próximo 21 de diciembre no se llevaría a casa los 400.000€ por décimo íntegros. Tributaría al 20% sobre 360.000€ (400.000€ - 40.000€), por lo que se practicaría una retención de 72.000€ y percibiría 328.000€.
Sin embargo, ya no estamos en 2012 y la sociedad ha avanzado hasta el punto de que existen seguros que cubren estos impuestos.
Estos seguros consisten, como todo seguro, en el pago de una prima por apuesta y, si el número asegurado, coincide con un premio sujeto a impuestos, la compañía aseguradora te devolvería el dinero de los impuestos. Siguiendo con el ejemplo de antes para El Gordo de Navidad, los 72.000€.
Esos 72.000€ adicionales, tributarán en la declaración de la renta del año siguiente y, por lo tanto, aunque el importe ganado no es del 100% sí podemos decir que por un poquito más, la ganancia es mayor.

## Publicidad
En España se ha convertido en tradicional la publicidad del Sorteo Extraordinario de Navidad que se lleva a cabo en la campaña publicitaria de invierno, que a su vez se enmarca dentro de otros anuncios característicos de la época como el cava o el turrón. También existe una campaña de verano dedicada a fomentar que los veraneantes compren un billete de lotería del lugar al que han ido a pasar las vacaciones, si bien se basa en menor medida en la publicidad televisiva.
En el ámbito de la publicidad, ha cobrado una gran relevancia mediática los anuncios protagonizados por el personaje popularmente conocido como el calvo de la lotería. Este personaje navideño, interpretado por Clive Arrindell, se hizo famoso en España al protagonizar, desde 1998 hasta 2005 de forma ininterrumpida, la publicidad de invierno de la Lotería Nacional española.
El personaje en sí representaba el espíritu y la suerte de la Navidad. Sus rasgos característicos son su calvicie, sus vestimentas negras, su aparición en el anuncio acompañado de la música de la película Doctor Zhivago y el soplido final de los números del azar junto a la frase «¡Que la suerte te acompañe!». Como curiosidad, la estación de tren que aparece en uno de los anuncios también aparece en la mencionada película: la Estación Internacional de Canfranc. Sin embargo, fue eliminado de los anuncios a partir de 2006, alegando la entidad encargada de gestionar la lotería que el personaje acaparaba demasiado la atención del espectador y restaba importancia al mensaje publicitario.
En 2008 se utilizó para la campaña publicitaria una canción de Lionel Neykov, un artista independiente prácticamente desconocido que se promocionaba en distintas páginas de Internet, gracias a las cuales sus canciones llegaron a oídos de la compañía de publicidad Ricardo Pérez Asociados, que quiso usar el tema Freeze my senses y ayudó a Neykov a darse a conocer en España.

## Emisión
El primer Sorteo Extraordinario de Navidad fue emitido por La 1 en 1962, siendo emitido por esta cadena desde hace 62 años, contando con comentarista desde 1966. Jesús Álvarez García fue el primero, a él le seguirían Julio Rico, José Luis Uribarri, Joaquín Díaz Palacios, Luis Fernández, Lola Martínez, Isidoro Fernández, Florencio Solchaga, Daniel Vindel, Manuel Almendros, Matías Prats Cañete, Irma Soriano o Jesús Hermida hasta llegar a Marisa Abad.
| Año  | Presentadores                                 | Presentadores                        | Presentadores               | Audiencias   | Audiencias   | Audiencias   | Audiencias | Audiencias | Audiencias |
| Año  | La 1                                          | Antena 3                             | La Sexta                    | Espectadores | Espectadores | Espectadores | Cuota      | Cuota      | Cuota      |
| Año  | La 1                                          | Antena 3                             | La Sexta                    | La 1         | Antena 3     | La Sexta     | La 1       | Antena 3   | La Sexta   |
| ---- | --------------------------------------------- | ------------------------------------ | --------------------------- | ------------ | ------------ | ------------ | ---------- | ---------- | ---------- |
| 1990 | Daniel Vindel                                 |                                      |                             |              |              |              |            |            |            |
| 1991 | Marisa Abad                                   |                                      |                             |              |              |              |            |            |            |
| 1992 | Marisa Abad y Daniel Vindel                   |                                      |                             |              |              |              |            |            |            |
| 1993 | Marisa Abad                                   |                                      |                             |              |              |              |            |            |            |
| 1994 | Marisa Abad                                   |                                      |                             |              |              |              |            |            |            |
| 1995 | Marisa Abad                                   |                                      |                             |              |              |              |            |            |            |
| 1996 | Marisa Abad y Tate Montoya                    |                                      |                             |              |              |              |            |            |            |
| 1997 | Marisa Abad y Paco Montesdeoca                |                                      |                             |              |              |              |            |            |            |
| 1998 | Marisa Abad                                   |                                      |                             |              |              |              |            |            |            |
| 1999 | Marisa Abad y José Luis Uribarri              |                                      |                             |              |              |              |            |            |            |
| 2000 | Marisa Abad y José Luis Uribarri              | 1 826 000                            |                             |              | 55,8%        |              |            |            |            |
| 2001 | Marisa Abad y María Rodríguez-Vico            | 2 498 000                            | 64,1%                       |              |              |              |            |            |            |
| 2002 | Marisa Abad y Patricia Betancort              | 2 570 000                            | 56,1%                       |              |              |              |            |            |            |
| 2003 | Marisa Abad y Patricia Betancort              | 2 157 000                            | 56,6%                       |              |              |              |            |            |            |
| 2004 | Marisa Abad                                   | 1 913 000                            | 54,7%                       |              |              |              |            |            |            |
| 2005 | Marisa Abad y Sandra Daviú                    | 2 126 000                            | 52,2%                       |              |              |              |            |            |            |
| 2006 | Marisa Abad y Sandra Daviú                    | 1 712 000                            | 46,8%                       |              |              |              |            |            |            |
| 2007 | Sandra Daviú y Ana Belén Roy                  | 2 890 000                            | 54,0%                       |              |              |              |            |            |            |
| 2008 | Ana Belén Roy y Miguel Ángel Box              | 2 474 000                            | 51,4%                       |              |              |              |            |            |            |
| 2009 | Ana Belén Roy y Miguel Ángel Box              | 2 035 000                            | 45,9%                       |              |              |              |            |            |            |
| 2010 | Ana Belén Roy y Miguel Ángel Box              | 1 991 000                            | 44,3%                       |              |              |              |            |            |            |
| 2011 | Ana Belén Roy y Miguel Ángel Box              | 1 924 000                            | 44,4%                       |              |              |              |            |            |            |
| 2012 | Ana Belén Roy y Miguel Ángel Box              | 2 370 000                            | 44,7%                       |              |              |              |            |            |            |
| 2013 | Ana Belén Roy y Miguel Ángel Box              | 3 065 000                            | 50,1%                       |              |              |              |            |            |            |
| 2014 | Sandra Daviú, Roberto Leal y Blanca Benlloch  | 2 422 000                            | 49,2%                       |              |              |              |            |            |            |
| 2015 | Ana Belén Roy, Roberto Leal y Blanca Benlloch | 2 026 000                            | 46,6%                       |              |              |              |            |            |            |
| 2016 | Sandra Daviú, Roberto Leal y Blanca Benlloch  | 1 974 000                            | 45,7%                       |              |              |              |            |            |            |
| 2017 | Sandra Daviú, Blanca Benlloch y Diego Burbano | 1 942 000                            | 44,7%                       |              |              |              |            |            |            |
| 2018 | Sandra Daviú, Blanca Benlloch y Diego Burbano |                                      | Luis Sanabria y Yerma Ruano | 2 683 000    |              | 751 000      | 46,5%      |            | 12,2%      |
| 2019 | Sandra Daviú, Blanca Benlloch y Diego Burbano | Matías Prats Luque y Mónica Carrillo | Luis Sanabria y Yerma Ruano | 2 250 000    | 578 000      | 760 000      | 36,2%      | 7,7%       | 11,6%      |
| 2020 | Sandra Daviú y Blanca Benlloch                |                                      | Luis Sanabria y Yerma Ruano | 2 103 000    |              | 729 000      | 40,7%      |            | 13,0%      |
| 2021 | Sandra Daviú y Blanca Benlloch                | 1 872 000                            | Luis Sanabria y Yerma Ruano | 656 000      | 38,8%        | 11,7%        |            |            |            |
| 2022 | Sandra Daviú y Blanca Benlloch                | 1 748 000                            | Luis Sanabria y Yerma Ruano | 428 000      | 40,0%        | 9,2%         |            |            |            |
| 2023 | Sandra Daviú y Blanca Benlloch                | 1 730 000                            | Luis Sanabria y Yerma Ruano | 517 000      | 41,3%        | 10,2%        |            |            |            |
| 2024 | Sandra Daviú y Blanca Benlloch                | Matías Prats Luque y Mónica Carrillo | Luis Sanabria y Yerma Ruano | 2 323 000    | 694 000      | 509 000      | 40,9%      | 11,3%      | 8,4%       |